# Ginette Reynal
Juana Reynal Blaquier (Buenos Aires, 17 de febrero de 1960), más conocida como Ginette Reynal, es una ex modelo, empresaria, conductora y actriz argentina.

## Carrera
Hija de Juan José Reynal Hughson y Magdalena Blaquier Nelson, nieta de Juan José Silvestre Blaquier Elizalde y Magdalena Nelson Hunter (Malena), conocida como Magdalena Blaquier Elizalde, o Magdalena Nelson de Blaquier, o Malena Blaquier. Es la viuda del polista Miguel Alejandro Pando Soldati (1966-2011).
Ginette Reynal se inició en su carrera en las pasarelas a los 16 años en 1975, con la camada de modelos en las que se incluía, entre otras, a Anamá Ferreyra, Mora Furtado, Carmen Yazalde, Teté Coustarot, Patricia Sarán y Patricia Miccio. A la edad de 17 años, viajó a París, Francia, donde desarrolló su vocación.
Criada en una familia de clase alta, sus abuelos maternos fueron Malena Nelson de Blaquier y Juan José Blaquier Elizalde, quien era jugador de polo y fundó el team "La Concepción". Su abuelo paterno fue Juan José Reynal Llauró, gran jugador de polo quien, junto a sus hermanos José y Martín, lideró el famoso equipo Santa Paula, por el cual actualmente se juega la copa intercolegial de polo. Su hermana es Madeleine Reynal, quien también fue actriz. Nacida con el nombre de Juana Reynal, su nana francesa que la crio de niña, la rebautizó con el nombre de Ginette.
Fue junto a Beatriz Salomón y Denise Dumas, las principales conductora del popular programa humorístico Café fashion, en el que pasaron figuras como Fernando Siro, Daniel Aráoz, Esteban Mellino, Chichilo Viale, Carlos Sánchez, el Negro Álvarez y el Sapo Cativa, entre otros. En sus inicios logró actuar con grandes cómicos como fue Juan Carlos Altavista.
También trabajó en Radio Belgrano, cuando esta emisora cambió de nombre a La Nueve50, durante la gestión artística de Jorge Santos, exgerenciador de Radio Mitre.
En cine participó de la película Cuadros de una exposición, dirigida por Raúl de la Torre. Este film, debido a la muerte de su director, nunca fue estrenado.
Fue una modelo exclusiva de primeros diseñadores como Elsa Serrano y Jorge Ibañez, y gran amiga del representante y cantante Clota Lanzetta.
En el 2012 la modelo, indignada, denunció que utilizaron su nombre e imagen en la red social de Facebook para reclutar a niños y adolescentes en una supuesta agencia de modelaje.
En 2005, en la famosa tira argentina Casados Con Hijos, en el capítulo “Pañales y videos”, es nombrada por Paola Argento (Luisana Lopilato), hija de Pepe Argento (Guillermo Francella), como un ícono en el mundo de las modelos.
En el año 2022, es mencionada como un ícono de la endogamia en el programa radial nominado al Martín Fierro "Segurola y Habana", en la radio Futurock, conducido por Julia Mengolini, Fito Mendonça Paz y Pitu Salvatierra.

## Vida privada
Ginette se casó en tres oportunidades, la primera con el polista Julio Zavaleta. Su segundo matrimonio lo tuvo con Manuel Flores Pirán, con quien tuvo a sus dos hijos Mía y Martín. Luego, en 1996, se casó con el polista argentino Miguel Pando, padre de su hijo Gerónimo. Se llegó a decir que tuvo un romance con el músico David Lebon, quien supo dedicarle la canción "Quiero regalarte mi amor" (1983), relación que tiempo más tarde fue desmentida por Reynal.
Fue tendencia por su polémica declaración en el programa PH, tras confesar haber tenido una relación sentimental con su primo hermano, sobre lo cual declaró que fue "el amor de su vida".

## Cine
- 2010: Cuadros de una exposición, en el papel de la psicóloga.

## Televisión
- 1981: Operación Ja-Já.
- 1982: Los retratos de Andrés.
- 1983: La peluquería de Don Mateo.
- 1985: El infiel.
- 1988: Amándote.
- 1988: El mundo de Antonio Gasalla.
- 1990: Di Maggio, junto a Federico Luppi.
- 1995/1996: 90 60 90 modelos.
- 1996: Hora clavo.
- 1997: Milady, la historia continúa.
- 1999: Café fashion.
- 2000: Noticiero Azul TV.
- 2002: Fashion Vip .
- 2002-2003: Ricos y sabrosos.
- 2003: Vení que te cuento, junto a Pablo Alarcón.
- 2003: Polémica en el bar.
- 2004: Contalo, contalo .
- 2006: Amo de casa.[5]
- 2006: Bailando por un sueño 3, como participante del ciclo conducido por Marcelo Tinelli.[6]
- 2009: Fin de semana.
- 2019: ¿Quien quiere ser millonario?
- 2019: PH, podemos hablar
- 2023: Pasaplatos

## Teatro
- 198?: Lo pior del Negro
- 1986: Nada debajo del tapado, junto a Noemí Alan.
- 2006: Esta noche no, querida, estrenada en el Teatro Astral de Mar del Plata, junto a Rodolfo Ranni, Noemí Alan, Campi y Denise Dumas.
- 1985: Pobres, pero casi honradas, con la dirección de Gerardo Sofovich, junto a Santiago Bal, Rolo Puente, Patricia Dal y María Rosa Fugazot.[7]
- 2002: El champagne las pone mimosas.
- 2008: Money, Money, Money, , dirigida por Ricardo Darín, en el Teatro del Sol 2 en Villa Carlos Paz junto a Emilio Disi, Diego Pérez, Pamela David, Nicolás Scarpino, Norberto Gonzalo y Carlos March.
- 2016: La casa de Bernarda Alba, dirigida por José María Muscari.
- 2022: Sex con Diego Ramos, Christian Sancho, Celeste Muriega, Valeria Archimó, Maxi Diorio, Ana Devin, Sebastian Francini, Tito Díaz, Soledad Bayona, Mario Guerci, Nacho Sureda y Martín Lapcak.[8]

## Galardones
- 2009: Premio Carlos a la mejor actriz protagónica por la comedia Money, Money, Money.[9]